# Octobre 1852

## Événements
- 9 octobre, France : discours de Bordeaux. Louis-Napoléon Bonaparte s'efforce de rassurer l'Europe sur le nouveau régime : « L'Empire, c'est la Paix ».

- 16 octobre : Abd el-Kader obtient sa libération et se retire à Damas où il meurt en 1883, restant fidèle à sa parole de ne pas reprendre les armes. Il sera promu Grand Croix de la Légion d’Honneur pour avoir sauvé la vie de 12 000 chrétiens en Syrie.

## Naissances
- 2 octobre : William Ramsay, chimiste britannique.
- 11 octobre : Francis Tattegrain, peintre français († 1er janvier 1915).

## Décès
- 26 octobre : Vincenzo Gioberti, prêtre, philosophe et homme politique libéral italien à Paris (° 1801).